# Crombie Castle

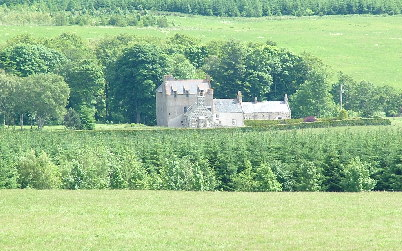
Crombie Castle

Crombie Castle ist ein Tower House nahe der schottischen Ortschaft Aberchirder in der Council Area Aberdeenshire. 1972 wurde das Bauwerk in die schottischen Denkmallisten in der höchsten Denkmalkategorie A aufgenommen.

## Geschichte
Am Standort befand sich bereits ein Wehrbau als James Innes, 2. of Crommey das Anwesen um 1540 erwarb. Das heutige Crombie Castle wurde vermutlich zwischen 1543 und 1547 errichtet. Im Laufe der Jahrhunderte wurde das Tower House mehrfach erweitert. So stammt der Ostflügel aus der Zeit um 1570. Weitere Flügel wurden um 1820, um 1860 und um 1910 ergänzt. In der zweiten Hälfte der 1930er Jahre wurde mit der Restaurierung con Crombie Castle begonnen. Das Tower House befindet sich bis heute in Familienbesitz.

## Beschreibung
Crombie Castle steht isoliert am Bach Crombie Burn rund drei Kilometer westlich von Aberchirder. Ursprünglich besaß es einen länglichen Grundriss, der um 1570 zu einem L-förmigen erweitert wurde. Die drei niedriger ausgeführten, späteren Erweiterungen erfolgten an den anderen drei Seiten. Die Fassaden des dreistöckigen Tower House sind mit Harl verputzt, wobei die Natursteineinfassungen der Gebäudeöffnungen abgesetzt sind. An zwei Kanten des ursprünglichen Gebäudes treten Ecktourellen heraus. In seinen Nordgiebel ist eine weite Schießscharte eingelassen. Verschiedene Gebäudeteile sind mit Lukarnen ausgeführt.